# 小行星9689
小行星9689（9689 Freudenthal）是一颗绕太阳运转的小行星，为主小行星带小行星。该小行星于1960年9月24日发现。

## 轨道参数
小行星9689的轨道半长轴为2.6077120 UA，离心率为0.155。